# Chaetodon lunula
El pez mariposa mapache (Chaetodon lunula) es una especie de peces de la familia Chaetodontidae. El nombre refiere a la vaga coloración en la cara, similar a la de un mapache.
Estos peces son de hábito nocturno. Viven en los suelos de los arrecifes de coral, donde abunda su alimento, mientras que sus crías se refugian en agujeros de las rocas. Se distribuyen por el Indo-Pacífico.